# Tuur Dierckx
Tuur Dierckx (Broechem, 1995. május 9. –) belga labdarúgó, a Westerlo játékosa.

## Pályafutása
Tagja volt a Belga U17-es válogatottnak a Szlovéniában rendezett 2012-es U17-es labdarúgó-Európa-bajnokságon ahol csapata összes mérkőzésén pályára lépett, sőt a szlovénok ellen gólt is szerzett. Dierckx 2009 óta a Club Brugge játékosa. 2013 nyarán profi szerződést kapott. A 2013/14-es szezonban hatszor lépett pályára. 2014 nyarán kölcsönben az KV Kortrijk csapatához igazolt.

## Sikerei, díjai
- Club Brugge
  - Belga bajnok: 2015–16
  - Belga kupa: 2014–15
- Westerlo
  - Belga másodosztály bajnok: 2021–22

## Külső hivatkozások
- Ismertetője az uefa.com honlapján
- Tuur Dierckx adatlapja a Soccerway oldalon (angolul)